# 일산 더샵 그라비스타
킨텍스 더샵 그라비스타(Kintex The Sharp Gravista)는 대한민국 경기도 고양시 일산서구 대화동에 위치한 아파트 단지이다.

## 아파트 정보
4개의 동으로 구성되어 있다. 방 3개와 욕실 2개의 빼어난 구조와 넓은 거실이 장점, 전세대 남향배치이다. 총 1,114대의 주차대수와 1,020세대에 이르는 대단지이며, 전세대 모두 전용 84m2의 단일 면적이다. 분속 240m의 고속 엘리베이터가 설치되어 동별로 9대의 엘리베이터가 있다.

## 학구
- 고양한내초등학교